# Iglesia de la Asunción de Nuestra Señora (Navarrete del Río)

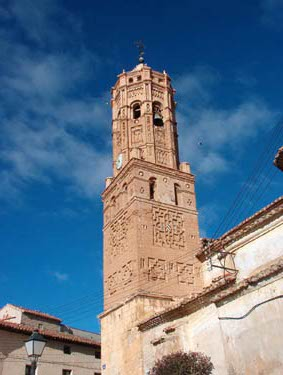
Torre de estilo mudéjar de la Iglesia de la Asunción de Navarrete del Río.

La iglesia de la Asunción de Nuestra Señora en Navarrete del Río, en el término municipal de Calamocha (Provincia de Teruel, España) es un edificio construido sobre el solar de una iglesia anterior, de la que sólo se conserva el primer piso de la torre.
Su fábrica es de mampostería con sillar en las esquinas y ladrillo en la parte alta de la torre y las linternas.
Su planta es rectangular, de tres naves con cuatro tramos cada una, siendo más ancha y alta la central y estando cubierta ésta por bóveda de cañón rebajado con lunetos mientras que las laterales se cubren con bóvedas de arista.
A ambos lados del segundo tramo hay adosadas capillas de gran tamaño, de planta rectangular y cubiertas con cúpula rematada por linterna.
El primer tramo, que actúa a modo de transepto no marcado en planta, se eleva hasta la misma altura que la nave central y la cabecera recta, formando una iglesia de cruz latina en volumen, con la cúpula del crucero en el centro.
La iluminación se realiza por medio de pequeñas ventanas adinteladas y óculos, como el de la fachada occidental, por la que se accede al templo a través de un gran arco de medio punto adovelado.
La torre, su elemento más destacado, se sitúa en el ángulo suroccidental y tiene planta cuadrada en sus dos primeros pisos y octogonal en el último, siendo sólo el primero de piedra sillar y los restantes de ladrillo, con una rica decoración mudéjar, en la que se combinan motivos islámicos con cristianos, de estilo renacentista y manierista, lo que le confiere una gran singularidad.
En el lado norte de la iglesia hay adosadas varias edificaciones, que pertenecieron a la antigua casa parroquial.